# 炒芥蘭 (足球術語)
「炒芥蘭」是香港的足球術語。意思是在比賽時，對方球員的膝部或任何硬的地方，撞到自己大腿肌肉或筋位所做成的傷痛。亦有一說法是雙方的腳部撞在一起。

## 典故
典故有兩個，其一是因為大腿屬腳部比較粗的部份，而芥蘭的莖也是菜類中比較粗的，加上廣府話中「炒」有相撞的意思，故名「炒芥蘭」。
另一起源則是英文「 charley horse」，代表腿部肌肉痙攣，而外國人習慣將在運動比賽中被人踢中大腿叫做 charley horse，粵語諧音便變成「炒芥蘭」，但難以證實出處。 